# Grotta del Gelo
La Grotta del Gelo è situata sul versante settentrionale dell'Etna, nella Sicilia orientale, ed è caratterizzata dalla presenza interna di ghiaccio perenne, considerato il ghiacciaio più meridionale d'Europa e dell'emisfero boreale.

## Localizzazione
Ubicata a 2030 metri d'altitudine, la grotta si trova nel territorio del comune di Randazzo. La sua apertura e forma conica rappresenta dai primi anni settanta una meta per escursionionisti e turisti nonché esperti e scienziati. Precedentemente veniva usata dai pastori per abbeverare le loro greggi.

## Caratteristiche
La grotta del Gelo è una galleria di scorrimento, originata dal raffreddamento di una colata lavica dopo un'eruzione iniziata nel luglio 1614 e protrattasi per oltre dieci anni. Il fenomeno che porta alla creazione di questo tipo di strutture è molto comune: le pareti e la superficie della colata, a contatto con l'atmosfera, raffreddano più velocemente della parte interna della colata lavica. Viene a crearsi quindi una sorta di canale coperto fatto di lava solidificata, all'interno del quale scorre il flusso lavico ancora incandescente. Quando l'alimentazione della colata diminuisce, il livello del flusso lavico all'interno si abbassa sempre più, lasciando una struttura cava definita appunto "galleria di scorrimento". Non sempre queste strutture sono di facile individuazione, in quanto solo crolli della volta possono rivelarne la presenza. In estate la grotta è facilmente accessibile, nonostante siano necessarie 5 ore di cammino per raggiungerla. In inverno il suo ingresso è spesso nascosto dalla neve, che lo copre totalmente. 
Anche nei periodi più caldi, al suo interno la temperatura non sale mai sopra i -6 °C , mentre la parte più prossima all'imboccatura viene influenzata dagli agenti atmosferici esterni.
Si è notato negli ultimi anni che la grotta ha subito una perdita del volume del ghiaccio al suo interno. Ciò è da attribuire in parte al passaggio nei pressi dell'eruzione del 1981, ma qualcuno l'attribuisce ad altri fenomeni. Dagli anni Novanta del secolo scorso si monitorano costantemente le temperature all'interno della grotta tramite sensori computerizzati e numerosi controlli metodici "in loco" da parte degli esperti del centro vulcanologico di Catania.

## Escursionismo
Esistono diversi percorsi che portano alla grotta del gelo. Il più semplice parte dalla "strada mare-neve" dell'Etna, presso Linguaglossa all'altezza dei rifugi Brunek/Ragabo. Da qui occorre percorrere i primi 5 km della pista altomontana dell'Etna, una comoda strada sterrata percorribile anche in bicicletta che conduce alla caserma Pitarrona nel comune di Castiglione di Sicilia. Questo primo tratto non presenta particolari pendenze. Giunti al bivio per il rifugio Timpa Rossa, occorre abbandonare la strada sterrata e iniziare una lunga salita sulla lava grezza, su un tracciato segnalato da torrette di pietra, bastoni piantati sul terreno e qualche spruzzo di vernice.
Questo secondo tratto è molto più impegnativo del primo e presenta un dislivello di oltre 400 metri su un percorso di circa 5 km, ovvero l'8% di pendenza media. Complessivamente, si tratta dunque di circa 10 km con un dislivello di circa 550 metri (pendenza media circa 5,5%). Segue altimetria:

## Galleria d'immagini

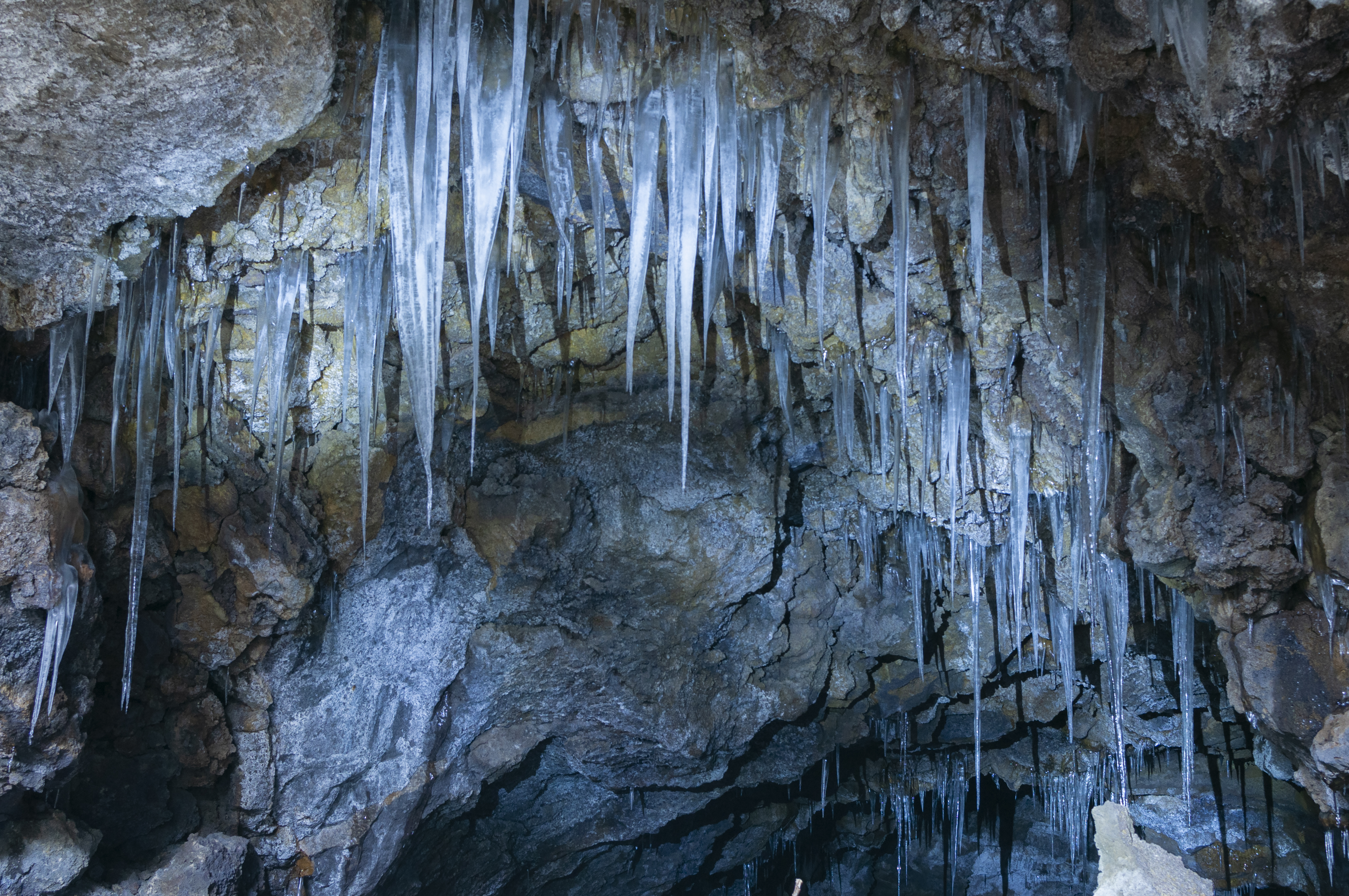
Gruppo di stalattiti dentro la grotta.
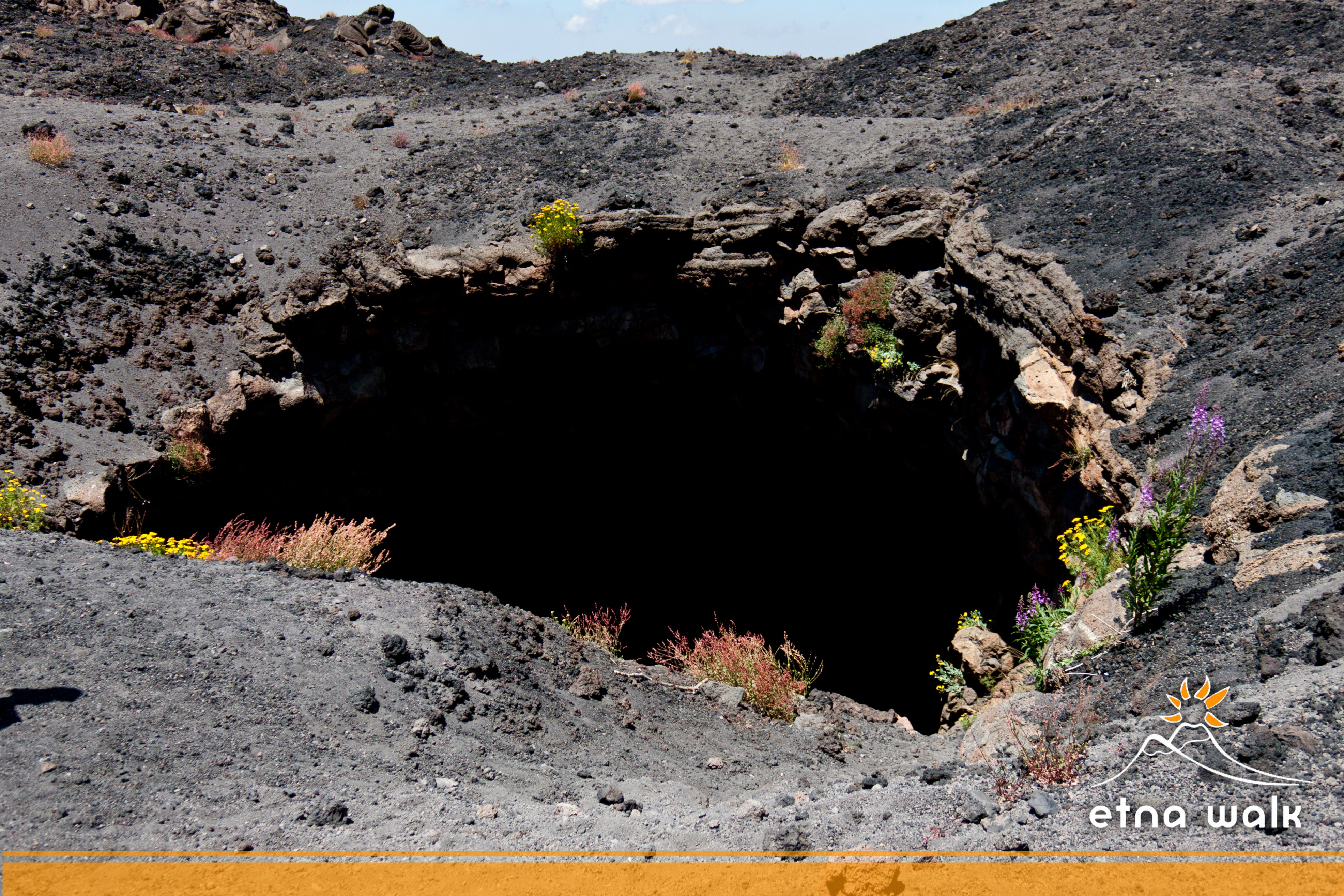
Ingresso della grotta.
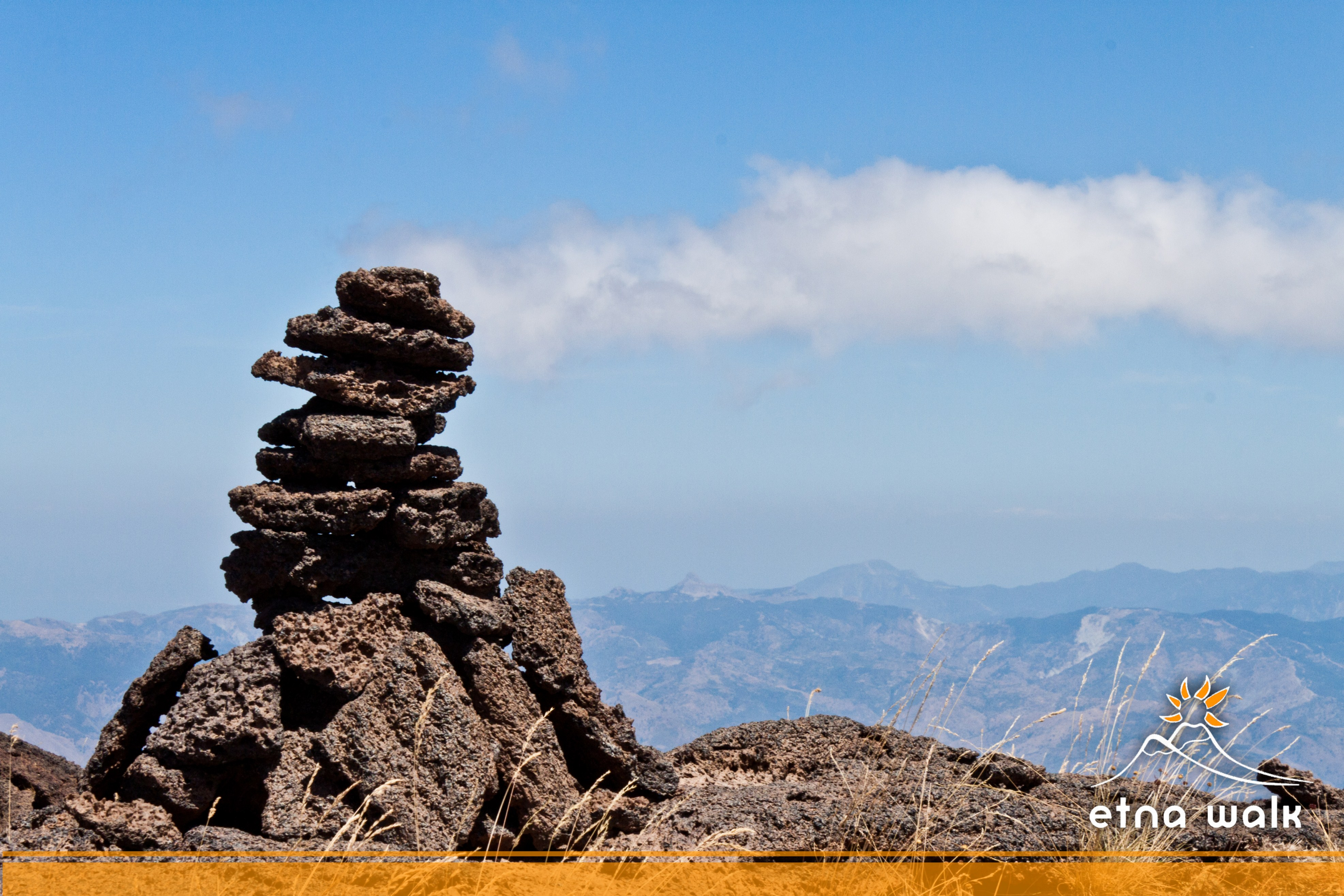
Gli omini che segnano il sentiero.
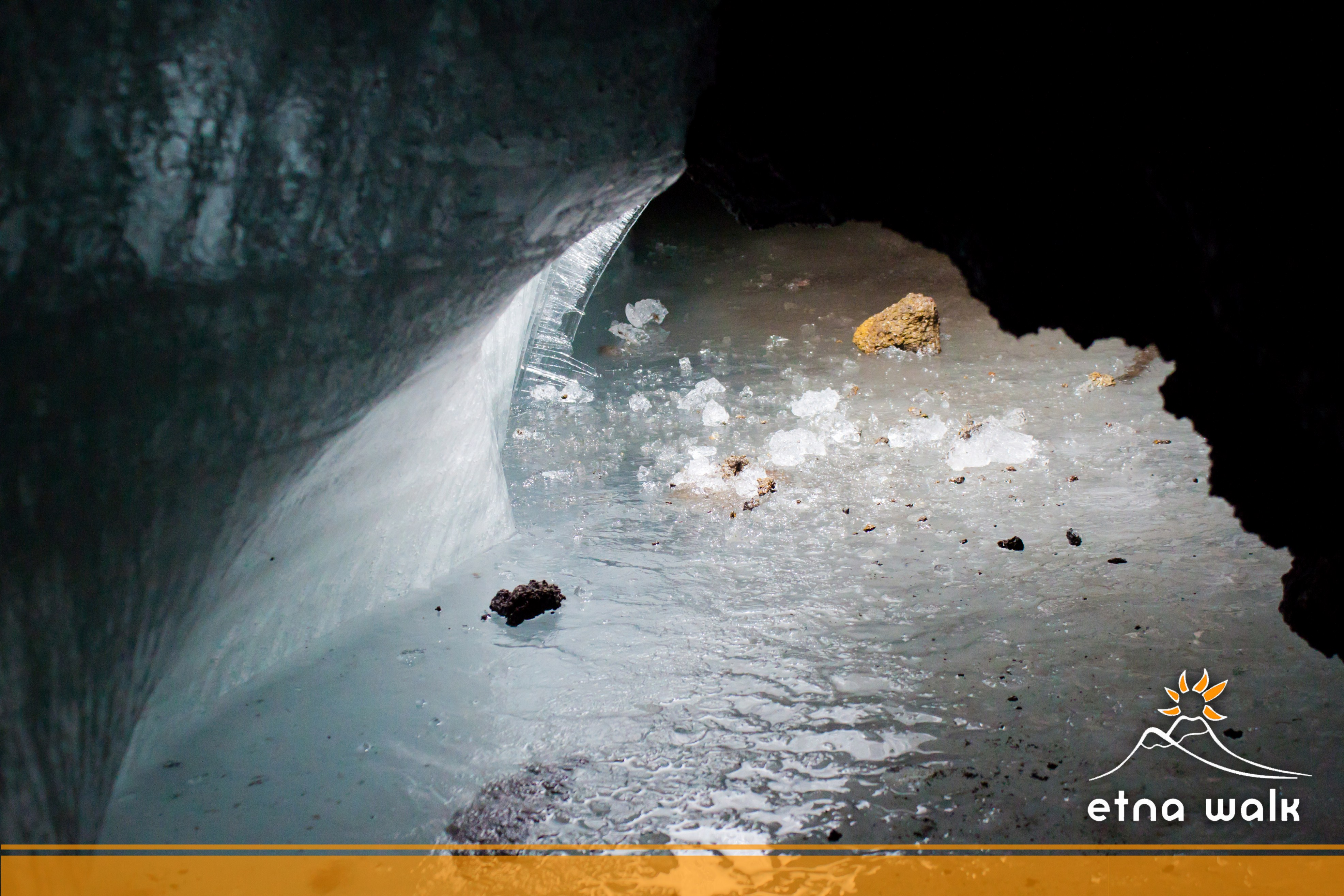
Interno della grotta.
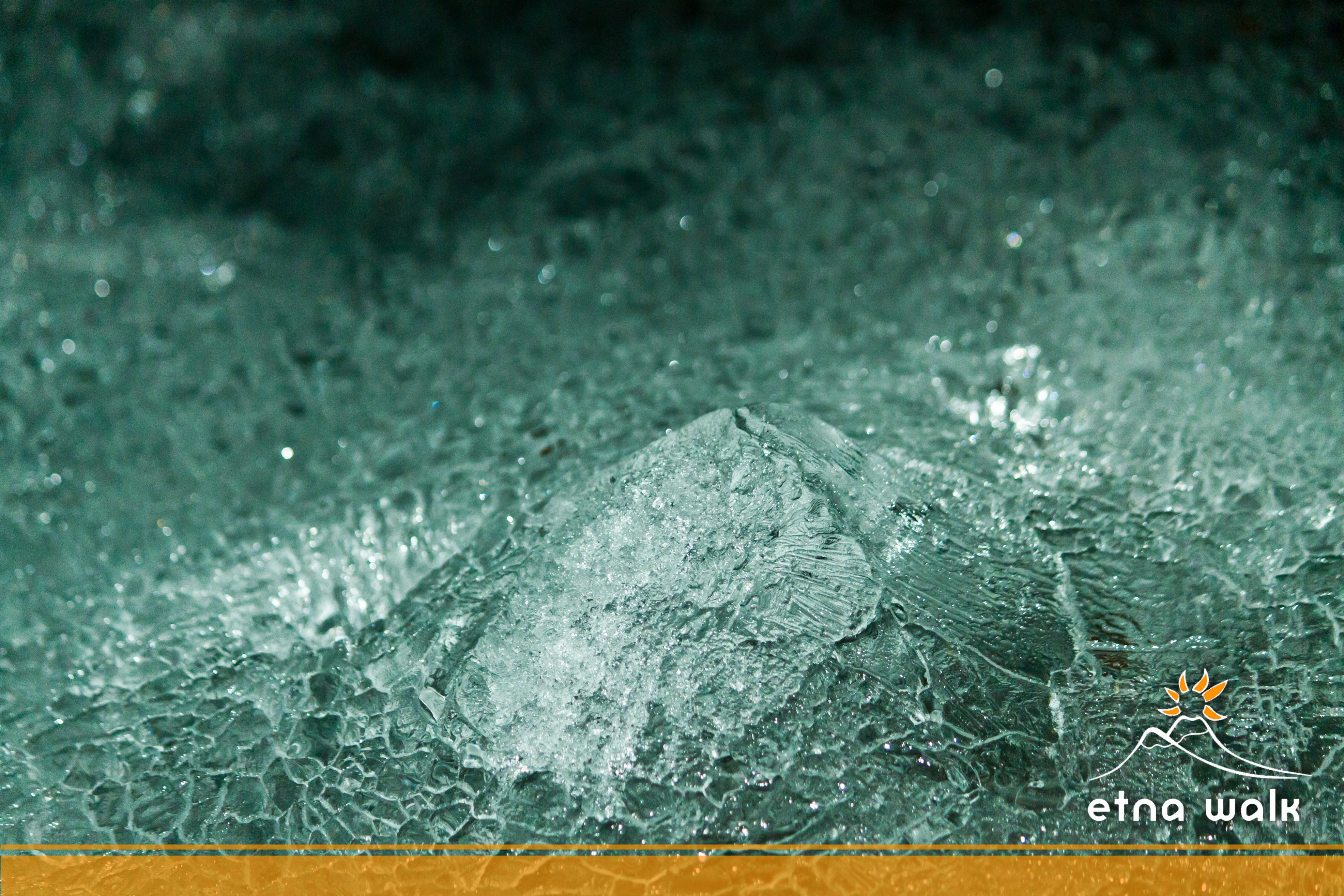
Pavimento della grotta.